# Jelenji potok
Jelenji potok je potok, ki izvira na južnih pobočjih gore Hruški vrh (1776 m) v Karavankah. Izliva se v Svobodni potok, ki se na Jesenicah kot levi pritok izlije v Savo Dolinko.